# Enlisted
Enlisted es una serie de televisión estrenada el 10 de enero de 2014 en Fox. Fox lanzó 13 episodios en mayo de 2013. A pesar de la baja audiencia obtenida, la serie recibió aclamación de la crítica.
El 26 de marzo de 2014, Fox anunció que a partir del 11 de abril, Kitchen Nightmares cambiaba de horario e iría en el lugar de Enlisted – efectivamente sacándolo de emisión después de 9 episodios transmitidos. El 7 de mayo de 2014, Fox cancela la serie, pero los últimos 4 episodios restantes se transmitirían en junio. La temporada completa en DVD se estrenó el 9 de diciembre de 2014.

## Argumento
Pete, Derrick y Randy Hill son tres hermanos muy diferentes, todos enlistados en los Estados Unidos y todos residiendo en la misma base militar en Florida. Cuando la mayoría del personal están desplegados en el extranjero, los hermanos son asignados a Retroguardia, que son los encargados de cuidar de la base y las familias de los soldados empleados en las diferentes misiones. Incluyendo tutoriales y la rivalidad entre sí esta escuadra, los hermanos van a renovar y fortalecer su vínculo.

## Elenco

### Principales
- Geoff Stults como Peter "Pete" Hill
- Chris Lowell como Derrick Hill
- Parker Young como Randall "Randy" Hill
- Keith David como Donald Cody
- Angelique Cabral como Jillian "Jill" Perez

### Soporte
- Kyle Davis as Private First Class Dobkiss
- Tania Gunadi como Cindy Park
- Mel Rodriguez como George Chubowski
- Mort Burke como Mort Gumble
- Michelle Buteau como Tanisha Robinson
- Maronzio Vance como Ruiz
- Ross Philips como Tyson Schneeberger
- Jessy Hodges como Erin
- Rob Lamer como Sam

## Episodios
| N.º (serie) | Título | Director | Guionista(s) | Primera emisión | Código de Producción | Audiencia (en millones) |
| ----------- | ------ | -------- | ------------ | --------------- | -------------------- | ----------------------- |

## Recepción

### Críticas
En Rotten Tomatoes basado en 33 críticas el resumen de la página es de 85% en comentarios positivos sobre la serie, mientras que el consenso dice, "aunque a veces es superficial, sin embargo, Enlisted es divertido, amable e inteligente".

### Índices de audiencia
| N.º | Episodios                              | Fecha de estreno      | Intervalo de Tiempo (EST) | Audiencia (en millones) | Rating/share (Adultos 18–49) |
| --- | -------------------------------------- | --------------------- | ------------------------- | ----------------------- | ---------------------------- |
| 1   | "Pilot"                                | 10 de enero de 2014   | Viernes 9:30 p. m.        | 2.41                    | 0.7/2                        |
| 2   | "Randy Get Your Gun"                   | 17 de enero de 2014   | Viernes 9:30 p. m.        | 2.01                    | 0.6/2                        |
| 3   | "Pete's Airstream"                     | 24 de enero de 2014   | Viernes 9:00 p. m.        | 3.23                    | 1.0/3                        |
| 4   | "Homecoming"                           | 31 de enero de 2014   | Viernes 9:00 p. m.        | 2.79                    | 0.8/3                        |
| 5   | "Rear D Day"                           | 7 de febrero de 2014  | Viernes 9:00 p. m.        | 1.83                    | 0.7/2                        |
| 6   | "Brothers and Sister"                  | 28 de febrero de 2014 | Viernes 9:00 p. m.        | 1.90                    | 0.6/2                        |
| 7   | "Parade Duty"                          | 7 de marzo de 2014    | Viernes 9:00 p. m.        | 1.84                    | 0.7/2                        |
| 8   | "Vets"                                 | 14 de marzo de 2014   | Viernes 9:00 p. m.        | 1.36                    | 0.5/2                        |
| 9   | "Paint Cart 5000 vs. The Mondo Spider" | 28 de marzo de 2014   | Viernes 9:00 p. m.        | 1.33                    | 0.4/1                        |
| 10  | "Prank War"                            | 1 de junio de 2014    | Domingo 7:00 p. m.        | 1.14                    | 0.4/2                        |
| 11  | "The General Inspection"               | 8 de junio de 2014    | Domingo 7:00 p. m.        | 1.00                    | 0.4/2                        |
| 12  | "Army Men"                             | 15 de junio de 2014   | Domingo 7:00 p. m.        | 1.18                    | 0.4/2                        |
| 13  | "Alive Day"                            | 22 de junio de 2014   | Domingo 7:00 p. m.        | 0.90                    | 0.3/1                        |

## Transmisión
El Australia se estrenó en Eleven el 18 de mayo de 2014.
En Latinoamérica se estrenó a través de FX.